# Стэнли, Уэнделл Мередит
Уэнделл Мередит Стэ́нли (англ. Wendell Meredith Stanley; 16 августа 1904, Риджвилл, штат Индиана — 15 июня 1971, Саламанка) — американский вирусолог и биохимик. 
Член Национальной академии наук США (1941), Нью-Йоркской академии наук (1963), иностранный член Французской академии наук (1970).

## Биография
В 1926 году окончил Эрлемский колледж в Ричмонде (штат Индиана). В 1929 году получил докторскую степень в Иллинойском университете. С 1929 года работал в Иллинойском университете, с 1930 года в Мюнхенском университете. В 1931 году вернулся в США, в Рокфеллеровский институт медицинских исследований (Нью-Йорк), с 1932 года в Рокфеллеровском институте в Принстоне. С 1948 года профессор Калифорнийского университета в Беркли.

## Основные работы
Основные работы посвящены химическому составу вирусов, их биохимии, репродукции, мутациям, проблеме рака. В 1935 году впервые очистил и выделил в кристаллическом виде вирус табачной мозаики, открыв путь для получения чистых препаратов вирусов и их изучения. В 1955 году выделил вирус полиомиелита.

## Нобелевская премия
Нобелевская премия по химии (1946, совместно с Дж. Самнером и Дж. Нортропом).

## Сочинения
- Вирусы и природа жизни. — М., 1963 (совм. с Э. Вэленсом).